# Vòng loại Giải vô địch bóng đá nữ thế giới 2015 (Bảng 7 UEFA)
Bảng 7 vòng loại Giải vô địch bóng đá nữ thế giới 2015 khu vực châu Âu là một trong bảy bảng đấu do UEFA tổ chức để chọn ra đại diện tham dự Giải vô địch bóng đá nữ thế giới 2015. Bảng đấu bao gồm Áo, Bulgaria, Phần Lan, Pháp, Hungary và Kazakhstan.
Đội đầu bảng sẽ vào thẳng World Cup. Trong số bảy đội nhì bảng, bốn đội có thành tích tốt nhất (trước các đội thứ nhất, thứ ba, thứ tư và thứ năm trong bảng) sẽ tiếp tục thi đấu các trận play-off.

## Bảng xếp hạng
| VT | Đội        | ST | T  | H | B | BT | BB | HS  | Đ  | Giành quyền tham dự |      |     |     |     |     |     |      |
| -- | ---------- | -- | -- | - | - | -- | -- | --- | -- | ------------------- | ---- | --- | --- | --- | --- | --- | ---- |
| 1  | Pháp       | 10 | 10 | 0 | 0 | 54 | 3  | +51 | 30 | World Cup           |      | —   | 3–1 | 3–1 | 4–0 | 7–0 | 14–0 |
| 2  | Áo         | 10 | 7  | 0 | 3 | 31 | 14 | +17 | 21 |                     |      | 1–3 | —   | 3–1 | 4–3 | 5–1 | 4–0  |
| 3  | Phần Lan   | 10 | 7  | 0 | 3 | 27 | 9  | +18 | 21 |                     | 0–2  | 2–1 | —   | 4–0 | 1–0 | 4–0 |      |
| 4  | Hungary    | 10 | 4  | 0 | 6 | 20 | 25 | −5  | 12 |                     | 0–4  | 0–3 | 0–4 | —   | 4–1 | 4–0 |      |
| 5  | Kazakhstan | 10 | 1  | 1 | 8 | 8  | 30 | −22 | 4  |                     | 0–4  | 0–3 | 0–2 | 1−2 | —   | 4–1 |      |
| 6  | Bulgaria   | 10 | 0  | 1 | 9 | 3  | 62 | −59 | 1  |                     | 0–10 | 1–6 | 0–8 | 0–7 | 1–1 | —   |      |

1. 1 2  Áo ghi nhiều bàn thắng hơn Phần Lan trong các cuộc đối đầu trực tiếp

## Các kết quả
Giờ địa phương là CEST (UTC+02:00) vào mùa hè và CET (UTC+01:00) vào mùa đông.
| Kazakhstan | 0–2      | Phần Lan                   |
| ---------- | -------- | -------------------------- |
|            | Chi tiết | Kukkonen 69' · Talonen 85' |

| Áo                                                               | 4–0      | Bulgaria |
| ---------------------------------------------------------------- | -------- | -------- |
| Burger 33' · Feiersinger 81' · Boycheva 90' (l.n.) · Pöltl 90+1' | Chi tiết |          |

| Kazakhstan | 0–4      | Pháp                                       |
| ---------- | -------- | ------------------------------------------ |
|            | Chi tiết | Delie 15' · Thiney 17', 37' · Delannoy 21' |

| Phần Lan                | 2–1      | Áo         |
| ----------------------- | -------- | ---------- |
| Engman 42' · Alanen 86' | Chi tiết | Burger 79' |

| Bulgaria   | 1–1      | Kazakhstan          |
| ---------- | -------- | ------------------- |
| Kireva 43' | Chi tiết | Radoyska 26' (l.n.) |

| Hungary | 0–3      | Áo                                            |
| ------- | -------- | --------------------------------------------- |
|         | Chi tiết | Wenninger 7' · Demeter 35' (l.n.) · Makas 55' |

| Hungary                                                 | 4–0      | Bulgaria |
| ------------------------------------------------------- | -------- | -------- |
| B. Szabó 4' · Vágó 40' (ph.đ.) · Sipos 70' · Zeller 76' | Chi tiết |          |

| Phần Lan    | 1–0      | Kazakhstan |
| ----------- | -------- | ---------- |
| Sjölund 40' | Chi tiết |            |

| Áo           | 1–3      | Pháp                               |
| ------------ | -------- | ---------------------------------- |
| Wenniger 65' | Chi tiết | Nécib 16' · Henry 18' · Renard 61' |

| Hungary                                         | 4–1      | Kazakhstan      |
| ----------------------------------------------- | -------- | --------------- |
| Jakabfi 50' · Kaján 54' · Zeller 56' · Vágó 64' | Chi tiết | Kirgizbaeva 36' |

| Bulgaria | 0–10     | Pháp                                                                                      |
| -------- | -------- | ----------------------------------------------------------------------------------------- |
|          | Chi tiết | Delie 2', 6', 10' · Thiney 9', 75', 80' · Renard 19', 34' · Bussaglia 73' · Le Sommer 81' |

| Pháp | 14–0     | Bulgaria |
| --- | -------- | -------- |
| Thiney 1', 4', 11', 41', 83' · Le Sommer 3', 24', 45+1', 90' · Nécib 6' · Renard 21', 37' · Abily 48' · Georges 57' | Chi tiết |          |

| Bulgaria     | 1–6      | Áo                                                                  |
| ------------ | -------- | ------------------------------------------------------------------- |
| Radoyska 66' | Chi tiết | Burger 4' · Pöltl 8', 41' · Puntigam 43' · Aschauer 51' · Makas 56' |

| Hungary | 0–4      | Phần Lan                                 |
| ------- | -------- | ---------------------------------------- |
|         | Chi tiết | Talonen 10', 64', 90+2' · Westerlund 15' |

| Pháp                                                          | 7–0      | Kazakhstan |
| ------------------------------------------------------------- | -------- | ---------- |
| Delie 9', 12' · Thomis 14' · Abily 21', 24' · Thiney 54', 88' | Chi tiết |            |

| Pháp                                           | 3–1      | Áo           |
| ---------------------------------------------- | -------- | ------------ |
| Bussaglia 31' (ph.đ.) · Delie 36' · Thomis 39' | Chi tiết | Puntigam 58' |

| Phần Lan                                   | 4–0      | Hungary |
| ------------------------------------------ | -------- | ------- |
| Talonen 20', 84' · Kemppi 40' · Engman 57' | Chi tiết |         |

| Kazakhstan                                         | 4–1      | Bulgaria   |
| -------------------------------------------------- | -------- | ---------- |
| Zhanatayeva 9' · Kirgizbaeva 21', 34' · Yalova 70' | Chi tiết | Kireva 43' |

| Pháp                                            | 4–0      | Hungary |
| ----------------------------------------------- | -------- | ------- |
| Thomis 35' · Abily 52' · Thiney 61' · Majri 89' | Chi tiết |         |

| Kazakhstan      | 1–2      | Hungary              |
| --------------- | -------- | -------------------- |
| Kirgizbaeva 58' | Chi tiết | Vágó 49' · Padár 53' |

| Áo                                          | 3–1      | Phần Lan   |
| ------------------------------------------- | -------- | ---------- |
| Makas 31' · Saari 41' (l.n.) · Prohaska 80' | Chi tiết | Alanen 79' |

| Phần Lan                                               | 4–0      | Bulgaria |
| ------------------------------------------------------ | -------- | -------- |
| Alanen 20' · Talonen 78' · Hyyrynen 85' · Saarinen 88' | Chi tiết |          |

| Kazakhstan | 0–3      | Áo                         |
| ---------- | -------- | -------------------------- |
|            | Chi tiết | Billa 4', 78' · Burger 62' |

| Hungary | 0–4      | Pháp                                                |
| ------- | -------- | --------------------------------------------------- |
|         | Chi tiết | Le Sommer 10', 25' · Smuczer 39' (l.n.) · Delie 73' |

| Bulgaria | 0–8      | Phần Lan                                                                              |
| -------- | -------- | ------------------------------------------------------------------------------------- |
|          | Chi tiết | Sjölund 6' · Saarinen 9' · Saari 14' · Talonen 38', 49', 53' · Alanen 41' · Ruutu 75' |

| Phần Lan | 0–2      | Pháp                   |
| -------- | -------- | ---------------------- |
|          | Chi tiết | Nécib 24' · Thiney 58' |

| Áo                                            | 4–3      | Hungary                           |
| --------------------------------------------- | -------- | --------------------------------- |
| Tóth 14' (l.n.) · Makas 12', 20' · Burger 67' | Chi tiết | Zeller 27' · Sipos 42' · Rácz 51' |

| Bulgaria | 0–7      | Hungary                                                |
| -------- | -------- | ------------------------------------------------------ |
|          | Chi tiết | Csiszár 30' · Sipos 39', 90' · Vágó 51', 64', 67', 71' |

| Pháp                                  | 3–1      | Phần Lan   |
| ------------------------------------- | -------- | ---------- |
| Bussaglia 44' · Nécib 66' · Delie 71' | Chi tiết | Kemppi 19' |

| Áo                                                    | 5–1      | Kazakhstan |
| ----------------------------------------------------- | -------- | ---------- |
| Makas 4', 81' · Burger 40' · Puntigam 57' · Billa 76' | Chi tiết | Yalova 51' |

## Cầu thủ ghi bàn
14 bàn
- Gaëtane Thiney

10 bàn
- Sanna Talonen

9 bàn
- Marie-Laure Delie

7 bàn
- Lisa Makas
- Fanni Vágó
- Eugénie Le Sommer

6 bàn
- Nina Burger

5 bàn
- Wendie Renard

4 bàn
- Lilla Sipos
- Camille Abily
- Louisa Nécib
- Emmi Alanen

3 bàn
- Nicole Billa
- Jennifer Pöltl
- Sarah Puntigam
- Dóra Zeller
- Begaim Kirgizbaeva
- Élise Bussaglia
- Élodie Thomis

2 bàn
- Carina Wenninger
- Borislava Kireva
- Mariya Yalova
- Adelina Engman
- Sanna Saarinen
- Annica Sjölund
- Juliette Kemppi

1 bàn
- Verena Aschauer
- Laura Feiersinger
- Nadine Prohaska
- Silvia Radoyska
- Henrietta Csiszár
- Zsanett Jakabfi
- Zsanett Kaján
- Anita Padár
- Zsófia Rácz
- Boglárka Szabó
- Madina Zhanatayeva
- Sabrina Delannoy
- Laura Georges
- Amandine Henry
- Amel Majri
- Tuija Hyyrynen
- Annika Kukkonen
- Maija Saari
- Linda Ruutu
- Anna Westerlund

1 bàn phản lưới
- Nikoleta Boycheva (trận gặp Áo)
- Silvia Radoyska (trận gặp Kazakhstan)
- Maija Saari (trận gặp Áo)
- Réka Demeter (trận gặp Áo)
- Angéla Smuczer (trận gặp Pháp)
- Gabriella Tóth (trận gặp Áo)